# Aconurella prolixa
Aconurella prolixa är en insektsart som beskrevs av Lethierry 1885. Aconurella prolixa ingår i släktet Aconurella och familjen dvärgstritar. Inga underarter finns listade i Catalogue of Life.